# جاك هورنر
جون ر. «جاك» هورنر (بالإنجليزية: Jack Horner)‏ (ولد في 15 يونيو 1946) عالم أحياء قديمة أمريكي اشتُهر باكتشافه وتسميته للماياصورا مانحا أول دليلٍ واضحٍ على أن بعض الديناصورات اهتمت بصغارها. فضلا عن اكتشافاته في علم الأحياء القديمة، عمل هورنر كمستشار تقني لجميع أفلام الحديقة الجوراسية، وقام بظهور قصير في فيلم العالم الجوراسي، وعمل كمصدر إلهام جزئي لأحد الشخصيات الرئيسية لهذه السلسلة وهي شخصية الدكتور ألن غرانت. درس هورنر في جامعة مونتانا ورغم أنه لم يكمل دراسته بسبب عسر قراءة غير مشخص إلا أنه كوفئ بدكتوراه فخرية في العلوم، تقاعد من العمل في الجامعة الولائية لمونتانا في 1 يوليو 2016، رغم أنه يزعم حدوث إبعاده من متحف الروكيز بعد زواجه من طالبة غير متخرجة ويقوم الآن بالتدريس في جامعة شابمان.

## روابط خارجية
- جاك هورنر على موقع IMDb (الإنجليزية)
- جاك هورنر على موقع الموسوعة البريطانية (الإنجليزية)
- جاك هورنر على موقع قاعدة بيانات الفيلم (الإنجليزية)